# Matea Čiča
Matea Čiča (* 30. September 1985 in Zagreb) ist eine kroatische Badmintonspielerin. 

## Karriere
Matea Cića gewann 2001 ihren ersten nationalen Titel in Kroatien. Zehn weitere Titel folgten bis 2010. 

## Sportliche Erfolge
| Saison | Veranstaltung                     | Disziplin   | Platz | Name                          |
| ------ | --------------------------------- | ----------- | ----- | ----------------------------- |
| 2001   | Kroatien: Einzelmeisterschaften   | Dameneinzel | 1     | Matea Čiča                    |
| 2001   | Kroatien: Einzelmeisterschaften   | Damendoppel | 1     | Matea Čiča / Morana Esih      |
| 2002   | Kroatien: Einzelmeisterschaften   | Dameneinzel | 1     | Matea Čiča                    |
| 2002   | Kroatien: Einzelmeisterschaften   | Damendoppel | 1     | Matea Čiča / Morana Esih      |
| 2003   | Kroatien: Juniorenmeisterschaften | Dameneinzel | 1     | Matea Čiča                    |
| 2004   | Kroatien: Einzelmeisterschaften   | Dameneinzel | 1     | Matea Čiča                    |
| 2004   | Kroatien: Einzelmeisterschaften   | Damendoppel | 1     | Matea Čiča / Morana Esih      |
| 2007   | Kroatien: Einzelmeisterschaften   | Damendoppel | 1     | Matea Čiča / Morana Esih      |
| 2008   | Kroatien: Einzelmeisterschaften   | Damendoppel | 1     | Matea Čiča / Staša Poznanović |
| 2009   | Kroatien: Einzelmeisterschaften   | Damendoppel | 1     | Matea Čiča / Andrea Žvorc     |
| 2009   | Kroatien: Einzelmeisterschaften   | Mixed       | 1     | Igor Čimbur / Matea Čiča      |
| 2010   | Kroatien: Einzelmeisterschaften   | Damendoppel | 1     | Matea Čiča / Staša Poznanović |
| 2012   | Kroatien: Einzelmeisterschaften   | Damendoppel | 1     | Matea Čiča / Staša Poznanović |
| 2012   | Kroatien: Einzelmeisterschaften   | Mixed       | 2     | Igor Čimbur / Matea Čiča      |